# Cyrus Longworth Lundell
Cyrus Longworth Lundell (1907 - 1994 ) fue un botánico y algólogo estadounidense.

## Temprana realización
A los 21 años, Lundell ya estaba avanzado en sus estudios de la "Universidad Metodista Sureña (SMU). Oposita y gana el puesto de Asistente Fisiólogo en el Tropical Plant Research Foundation de Washington D. C. Luego viaja a Honduras Británica, realizando experimentos en el árbol Manilkara zapota (o Achras zapota), que producía la base del chicle, para la industria de EE. UU. de goma de mascar.

## Chicle
El chicle es la goma natural del chicle Manilkara, un árbol tropical siempreverde nativo del sur de Norteamérica y de Sudamérica, usado tradicionalmente para goma de mascar. Mientras la Wrigley Co. fue la mayor compradora de ese material, aún hoy solo quedan pocas compañías que hacen la goma de mascar con el chicle.

## Obra
Su obra fue una combinación de conservación y de economía. También se interesó por la cultura maya y la arqueología. Mientras trabajaba para la "Tropical Plant Research Foundation", en 1931, descubre la ciudad maya de Calakmul, que había estado oculta en la jungla por 1 milenio.
Descubrió, identificó y clasificó más de 2.000 especies, muchas de ellas, endémicas de Texas.

## Sepultura
Cyrus Longworth Lundell está enterrado en el Parque Memorial Sparkman-Hillcrest, en Dallas, Texas.

## Honores

### Epónimos
- (Acanthaceae) Justicia lundellii Leonard[4]

- (Araceae) Philodendron lundellii Bartlett ex Lundell[5]

- (Arecaceae) Attalea lundellii (Bartlett) Zona[6]

- (Asclepiadaceae) Vincetoxicum lundellii Standl.[7]

- (Asteraceae) Acmella lundellii R.K.Jansen[8]

- (Asteraceae) Ageratum lundellii R.M.King & H.Rob.[9]

- (Boraginaceae) Lasiarrhenum lundellii I.M.Johnst.[10]

- La abreviatura «Lundell» se emplea para indicar a Cyrus Longworth Lundell como autoridad en la descripción y clasificación científica de los vegetales.[11]